# Chromatomyia merula
Chromatomyia merula este o specie de muște din genul Chromatomyia, familia Agromyzidae, descrisă de Spencer în anul 1969. Conform Catalogue of Life specia Chromatomyia merula nu are subspecii cunoscute.